# Carretera Estatal de Tamaulipas 66
La vía estatal comienza en el municipio de El Mante y se dirige hacia la ciudad de Tula. Esta carretera se extiende de este a oeste, atravesando la majestuosa Sierra Madre Oriental en el estado de Tamaulipas. A lo largo de su recorrido, ofrece vistas impresionantes de la geografía montañosa y conecta diversas comunidades, facilitando el transporte y el comercio en la región. Además, esta ruta es crucial para el desarrollo económico local, ya que permite un acceso más directo entre estas dos importantes localidades.

## Trazo
La Carretera Estatal 66 de Tamaulipas conecta el municipio de El Mante, con la ciudad de Tula, en su intersección con la Carretera Federal 101 que conduce a Ciudad Victoria, Tamaulipas. Esta ruta facilita la conexión con importantes vías federales mejorando significativamente la accesibilidad y la movilidad en el estado, beneficiando tanto a los residentes como a los visitantes.

## Autopista
Esta carretera contará con una autopista la cual promete ahorrar tiempo y dinero a los transportistas que viajan desde los estados del centro y el bajío de México hacia el sur de Tamaulipas. Siendo de tipo A2, esta carretera permitirá velocidades de hasta 110 kilómetros por hora y se estima que tendrá un Tránsito Diario Promedio Anual (TDPA) de entre 3000 y 5000 vehículos. Además, esta infraestructura reducirá los tiempos de viaje hasta en dos horas para los habitantes del bajío que se dirigen a las ciudades de Tampico, Ciudad Madero y Altamira. La autopista mejorará la conectividad y fomentará el desarrollo económico en la región, facilitando el transporte de personas y mercancías de manera más eficiente y segura. Antes de que esta vía entre en operación, se realizará un estudio de tráfico vehicular para determinar la tarifa que se cobrará por su uso. Se espera que la autopista esté lista para el año 2025.

## Secciones
Las secciones del camino son:
- El Limón (Tamaulipas) - Ocampo
- Comunidades intermedias: Guadalupe Victoria, Adolfo López Mateos, La Muralla, Santa María de Guadalupe
- Ocampo - Tula